# Leiomyza curvinervis
Leiomyza curvinervis är en tvåvingeart som först beskrevs av Zetterstedt 1838.  Leiomyza curvinervis ingår i släktet Leiomyza och familjen smalvingeflugor. Arten är reproducerande i Sverige. Inga underarter finns listade i Catalogue of Life.